# Centaurushopen

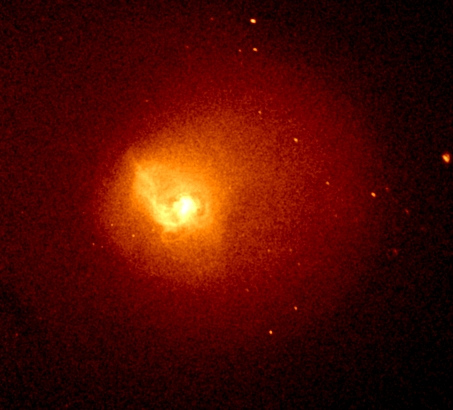
Centaurushopen

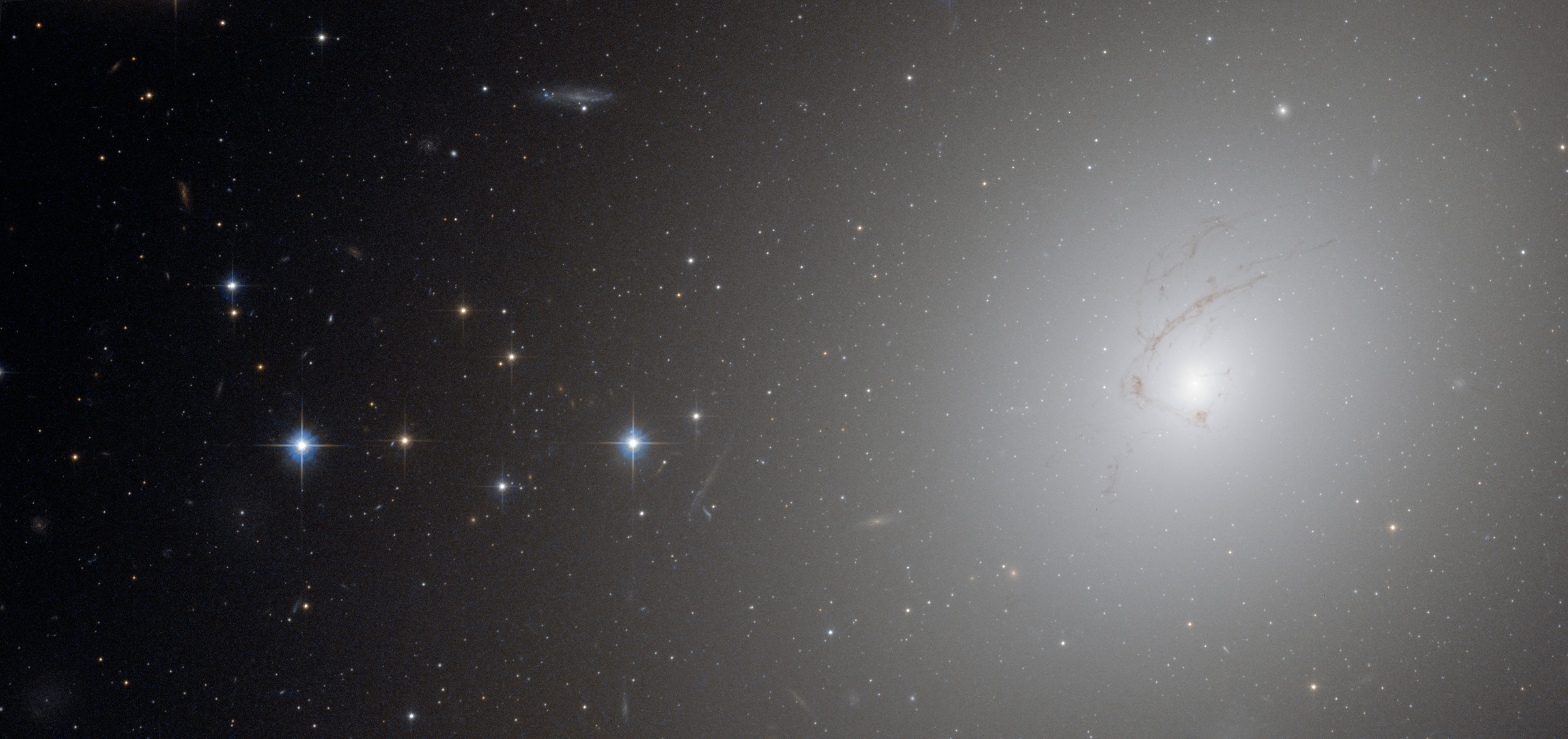
NGC 4696

Centaurushopen (A3526) är en galaxhop. Ljusaste medlemmen är den elliptiska galaxen NGC 4696. Centaurushopen ingår tillsammans med IC4329-hopen och Hydrahopen i Hydra-Centaurus-superhopen.
Centarushopen består av två olika undergrupper, som rör sig med olika hastighet. Cen 30 utgör huvudförgruppen, och består av NGC 4696. Cen 45 rör sig med en hastighet av 1500 kilometer per sekund i förhållande till Cen 30, och förmodas i framtiden gå samman med huvudhopen.

### Fotnoter
1. ↑  	
Lucey J.R., Currie M.J., Dickens R.J., 1986, MNRAS, 221, 453, http://adsabs.harvard.edu/abs/1986MNRAS.221..453L